# Kapitalinkomstskatt
Kapitalinkomstskatt är skatt som utgår på inkomst av kapital. Kapitalinkomst kan vara både realisationsvinst, kapitalvinstskatt och skatt på löpande inkomster som räntor, hyror och utdelningar mm. 

## Nivåer
Nivån av skatt på inkomst av kapital bestäms i Sverige av vilken sparform som används. Genom ett aktie- och fondkonto är skatten 30 % på vinsten när innehavet avyttrats, med möjlighet till skattereduktion vid förlust. Genom Investeringssparkonto betalas skatten årligt genom en schablon beräknad på innehavet, år 2020 är andelen 1,25 % av kapitalet. Med de så kallade 3:12-reglerna beskattas utdelningen med 20 %. 